# 沙哇倫多
沙哇倫多是印度尼西亞的城市，由西蘇門答臘省負責管轄，位於該國西北部蘇門答臘島西部，距離巴東90公里，面積273平方公里，每年平均降雨量1,071毫米，2008年人口54,310，人口密度為每平方公里198.6人。

## 外部連結
- （印尼文） Official site

0°40′S 100°47′E / 0.667°S 100.783°E